# Северский трубник
«Се́верский тру́бник» — команда по хоккею с мячом из города Полевской Свердловской области. Выступает в Первенстве Свердловской области по хоккею с мячом (c 2012 года) и Первенстве России по хоккею с мячом среди коллективов физической культуры.

## История
Клуб был основан на базе Северского трубного завода. В Первенствах СССР выступал во второй лиге, неоднократно добираясь до финала, по итогам которого выше второго места (дважды) не поднимался.
В Первенствах России выступал во второй лиге в 1994—1995, 1997—2000 годах. Стал победителем последнего в истории розыгрыша второй лиги.
В первой (высшей) лиге Первенства России играл в 1992—1996, 2000—2008 и 2010—2012 года.
В структуре клуба работает детско-юношеская спортивная школа, участвующая во Всероссийских соревнованиях, а также команда ветеранов.

### Главные тренеры
| Главный тренер    | Годы работы |
| ----------------- | ----------- |
| Виталий Толкачев  | 1968—1972   |
| Юрий Балдин       | 1972—1983   |
| Александр Пузырёв | 1983—1984   |
| Юрий Балдин       | 1984—1995   |
| Сергей Карнаухов  | 1995—н.в.   |

## Достижения
Первенство СССР
- Второй призёр второй лиги 1975, 1991

Первенство России
- Победитель второй лиги 1995, 2000

Первенство России по хоккею с мячом среди коллективов физической культуры
- Победитель первенства КФК 2015, 2018
- Второй призёр первенства КФК 2014